# Elefantenhaut (Kurzfilm)
Elefantenhaut ist ein österreichischer Kurzfilm von Severin Fiala und Ulrike Putzer aus dem Jahr 2009. In Deutschland feierte der Film am 3. Mai 2009 bei den Internationalen Kurzfilmtagen in Oberhausen internationale Premiere.

## Handlung
Die Fließbandarbeiterin Elfi muss neben ihrer Arbeit ihre nörgelnde Mutter pflegen und hat sich nebenbei in einen Kollegen verliebt.

## Kritiken
„Der Film zeigt Menschen in einer tristen Umgebung, die sich immer wieder als stark, liebevoll und menschlich erweisen. Er nimmt ein aktuelles Thema zeitgemäß auf und lenkt den Blick auf verloren geglaubte Möglichkeiten des Lebens.“

„‚Elefantenhaut‘ ist das Portrait einer Frau in der österreichischen Provinz zwischen ihrer Arbeit als Packerin in einer Druckerei und der Pflege ihrer bettlägerigen Mutter. Der Film besticht durch seine hervorragende Regieleistung, die der Laiendarstellerin Raum gibt, eigene Erfahrungen einzubringen und sie für den Film fruchtbar zu machen. Auf diese Weise wird der Film zu einer genauen Milieustudie jenseits aller Klischees.“

## Auszeichnungen
Diagonale
- Thomas-Pluch-Drehbuchförderpreis (ex aequo)

Internationales Filmfestival der Filmakademie Wien
- Preis der Jury PRODUKTION
- Preis der Jury DREHBUCH (ex aequo)
- Preis der Jury SCHAUSPIELERIN (Elfriede Schatz)

Internationale Kurzfilmtage Oberhausen 2009
- Preis der Ökumenischen Jury
- Lobende Erwähnung des Ministerpräsidenten des Landes NRW

Cork Film Festival
- Award of the Festival for Best Short

Uppsala International Short Film Festival
- Uppsala Grand Prix

film:riss
- Fiktion Wettbewerb
- Förderpreis “Arbeitswelten” der AK Salzburg